# 東京中華学校
東京中華学校（とうきょうちゅうかがっこう、繁体字中国語: 東京中華學校、英語: Tokyo Chinese School）は、東京都千代田区にある中華民国（台湾）系の中華学校。法的には一条校ではなく、外国人学校（各種学校）である。小学部、中学部、高中部（＝高等部）があり、小中高一貫校である。長らく財団法人であったが、2008年10月より学校法人に移行した。

## 概要
主に、中華民国の指定教科書を用いて繁体字、注音符号による中国語教育を行っているが、日本語を用いた教科や英会話も取り入れている。日本の小学校6年間で学ぶ教育漢字は現在1006字であるが、本校の小学部6年間で学ぶ漢字は2100字に上る。小学部、中学部の社会科は、日本の教科書と台湾の教科書を使った授業が半々である。高等部（高中部）には「日本史」や「世界史」はあるが、「中国史」や「台湾史」といった教科は設けられていない。
在日華僑華人教育を主眼としており、校庭には中華民国国旗の青天白日満地紅旗が掲揚され、国父孫文である肖像も掲げられている。政治的には中立としているが、現職総統の馬英九が揮毫した色紙が正面玄関に掲げられている（馬英九が国民党公認の総統候補者のときに来日した際、贈られたものとみられる）。
近年、中国語教育への需要の高まりから純粋な日本人の入学が増えているという。現在の小学部全校生徒217人の国籍割合は、日本国籍が147人、台湾籍が35人、中国（中華人民共和国）国籍が17人となっており、帰化の割合は不明だが、日本人生徒が圧倒的に多い。
理事には、王貞治も名を連ねている。

## 沿革
- 1929年 東京市小石川区の中華聖公会跡地に「東京華僑學校」として開校。
- 1936年 「東京華僑小學校」に改名。
- 1937年 盧溝橋事件勃発、日中戦争により教員帰国、学校閉鎖。その後、爆撃により校舎消滅。
- 1946年 中央区立京橋昭和小学校（現・区立城東小学校）の校舎を借りて復校、「東京中華學校」に改名。
- 1947年 中學部（中学部）設立。
- 1948年 東京都千代田区に校舎移転。
- 1951年 財団法人として認可を受ける。
- 1957年 高中部（高等部）設立。
- 1984年 新校舎・体育館・国際中正会館完成。
- 2008年 東京都より学校法人として認可を受ける。
- 2010年 文部科学省の就学支援金支給対象校に指定。

## 所在地
〒102-0076 東京都千代田区五番町14番地。最寄り駅は、四ツ谷駅・市ケ谷駅

## 出身者
- ジュディ・オング（歌手）
- 陳建一（料理人）
- 張栩（棋士）
- 謝依旻（棋士）
- インリン・オブ・ジョイトイ（タレント）

## 関連文献
- 徐輝「在日華僑学校と印僑学校に関する比較考察 : 東京中華学校とGIISを中心に」『大東アジア学論集』第14巻、2014年3月、44-63頁、ISSN 2185-9760、NAID 120006246991。

- 張建国「東京中華学校の現状から日本の教育の明日を考える (特集 華人とは誰か : 教育とアイデンティティ)」『華僑華人研究』第8号、日本華僑華人学会、2011年、49-54頁、ISSN 1880-5582、NAID 40019327152。